# Reggenza di Nunukan
La reggenza di Nunukan (in indonesiano: Kabupaten Nunukan) è una reggenza dell'Indonesia, situata nella provincia di Kalimantan Settentrionale.